# Liste des capitaines des Red Wings de Détroit
Les Red Wings de Détroit sont une franchise de la Ligue nationale de hockey depuis 1926.
Cette page répertorie les Capitaines et Assistant-capitaines de l'équipe depuis cette première saison.

## Capitaine et Assistants-capitaine par saison
| Saison    | Capitaine                                                                                         | Assistants-Capitaine                                                    |
| --------- | ------------------------------------------------------------------------------------------------- | ----------------------------------------------------------------------- |
| 1926-1927 | Art Duncan                                                                                        |                                                                         |
| 1927-1928 | Reg Noble                                                                                         |                                                                         |
| 1928-1929 | Reg Noble                                                                                         |                                                                         |
| 1929-1930 | Reg Noble                                                                                         |                                                                         |
| 1930-1931 | George Hay                                                                                        |                                                                         |
| 1931-1932 | Carson Cooper                                                                                     |                                                                         |
| 1932-1933 | Lawrence Aurie                                                                                    |                                                                         |
| 1933-1934 | Herbie Lewis                                                                                      |                                                                         |
| 1934-1935 | Ebenezer Goodfellow                                                                               |                                                                         |
| 1935-1936 | Doug Young                                                                                        |                                                                         |
| 1936-1937 | Doug Young                                                                                        |                                                                         |
| 1937-1938 | Doug Young                                                                                        |                                                                         |
| 1938-1939 | Ebenezer Goodfellow                                                                               |                                                                         |
| 1939-1940 | Ebenezer Goodfellow                                                                               |                                                                         |
| 1940-1941 | Ebenezer Goodfellow                                                                               |                                                                         |
| 1941-1942 | Ebenezer Goodfellow Syd Howe                                                                      |                                                                         |
| 1942-1943 | Sidney Abel                                                                                       |                                                                         |
| 1943-1944 | Modere Bruneteau Flash Hollett                                                                    |                                                                         |
| 1944-1945 | Flash Hollett                                                                                     |                                                                         |
| 1945-1946 | Flash Hollett Sidney Abel                                                                         |                                                                         |
| 1946-1947 | Sidney Abel                                                                                       |                                                                         |
| 1947-1948 | Sidney Abel                                                                                       |                                                                         |
| 1948-1949 | Sidney Abel                                                                                       |                                                                         |
| 1949-1950 | Sidney Abel                                                                                       |                                                                         |
| 1950-1951 | Sidney Abel                                                                                       |                                                                         |
| 1951-1952 | Sidney Abel                                                                                       |                                                                         |
| 1952-1953 | Ted Lindsay                                                                                       |                                                                         |
| 1953-1954 | Ted Lindsay                                                                                       |                                                                         |
| 1954-1955 | Ted Lindsay                                                                                       |                                                                         |
| 1955-1956 | Ted Lindsay                                                                                       |                                                                         |
| 1956-1957 | Leonard Kelly                                                                                     |                                                                         |
| 1957-1958 | Leonard Kelly                                                                                     |                                                                         |
| 1958-1959 | Gordon Howe                                                                                       |                                                                         |
| 1959-1960 | Gordon Howe                                                                                       |                                                                         |
| 1960-1961 | Gordon Howe                                                                                       |                                                                         |
| 1961-1962 | Gordon Howe                                                                                       |                                                                         |
| 1962-1963 | Alex Delvecchio                                                                                   |                                                                         |
| 1963-1964 | Alex Delvecchio                                                                                   |                                                                         |
| 1964-1965 | Alex Delvecchio                                                                                   | Norm Ullman André Pronovost                                             |
| 1965-1966 | Alex Delvecchio                                                                                   |                                                                         |
| 1966-1967 | Alex Delvecchio                                                                                   |                                                                         |
| 1967-1968 | Alex Delvecchio                                                                                   |                                                                         |
| 1968-1969 | Alex Delvecchio                                                                                   |                                                                         |
| 1969-1970 | Alex Delvecchio                                                                                   |                                                                         |
| 1970-1971 | Alex Delvecchio                                                                                   |                                                                         |
| 1971-1972 | Alex Delvecchio                                                                                   |                                                                         |
| 1972-1973 | Alex Delvecchio                                                                                   |                                                                         |
| 1973-1974 | Alex Delvecchio Lynn Libett Gordon Berenson Gary Bergman Ted Harris Mickey Redmond Larry Johnston |                                                                         |
| 1974-1975 | Marcel Dionne                                                                                     |                                                                         |
| 1975-1976 | Terry Harper Danny Grant                                                                          |                                                                         |
| 1976-1977 | Danny Grant Dennis Polonich                                                                       |                                                                         |
| 1977-1978 | Dan Maloney Dennis Hextall                                                                        |                                                                         |
| 1978-1979 | Dennis Hextall Lynn Libett Paul Woods                                                             |                                                                         |
| 1979-1980 | Dale McCourt                                                                                      |                                                                         |
| 1980-1981 | Errol Thompson Reed Larson                                                                        |                                                                         |
| 1981-1982 | Reed Larson                                                                                       |                                                                         |
| 1982-1983 | Danny Gare                                                                                        |                                                                         |
| 1983-1984 | Danny Gare                                                                                        |                                                                         |
| 1984-1985 | Danny Gare                                                                                        | Stephen Yzerman                                                         |
| 1985-1986 | Danny Gare                                                                                        | Stephen Yzerman Michael O'Connell                                       |
| 1986-1987 | Stephen Yzerman                                                                                   | Michael O'Connell Gerard Gallant Lee Norwood John Ogrodnick Tim Higgins |
| 1987-1988 | Stephen Yzerman                                                                                   | Michael O'Connell Gerard Gallant                                        |
| 1988-1989 | Stephen Yzerman                                                                                   | Michael O'Connell Gerard Gallant                                        |
| 1989-1990 | Stephen Yzerman                                                                                   | Michael O'Connell Gerard Gallant                                        |
| 1990-1991 | Stephen Yzerman                                                                                   | Gerard Gallant Rick Zombo Bob Probert                                   |
| 1991-1992 | Stephen Yzerman                                                                                   | Gerard Gallant Bob Probert Brad McCrimmon                               |
| 1992-1993 | Stephen Yzerman                                                                                   | Gerard Gallant Bob Probert                                              |
| 1993-1994 | Stephen Yzerman                                                                                   | Bob Probert Paul Coffey Steve Chiasson                                  |
| 1994-1995 | Stephen Yzerman                                                                                   | Paul Coffey Dino Ciccarelli Sergueï Fiodorov                            |
| 1995-1996 | Stephen Yzerman                                                                                   | Paul Coffey Sergueï Fiodorov                                            |
| 1996-1997 | Stephen Yzerman                                                                                   | Sergueï Fiodorov Brendan Shanahan                                       |
| 1997-1998 | Stephen Yzerman                                                                                   | Brendan Shanahan Nicklas Lidström                                       |
| 1998-1999 | Stephen Yzerman                                                                                   | Brendan Shanahan Nicklas Lidström                                       |
| 1999-2000 | Stephen Yzerman                                                                                   | Brendan Shanahan Nicklas Lidström                                       |
| 2000-2001 | Stephen Yzerman                                                                                   | Brendan Shanahan Nicklas Lidström                                       |
| 2001-2002 | Stephen Yzerman                                                                                   | Brendan Shanahan Nicklas Lidström                                       |
| 2002-2003 | Stephen Yzerman                                                                                   | Brendan Shanahan Nicklas Lidström Sergueï Fiodorov                      |
| 2003-2004 | Stephen Yzerman                                                                                   | Brendan Shanahan Nicklas Lidström                                       |
| 2004-2005 | Stephen Yzerman                                                                                   | Brendan Shanahan Nicklas Lidström                                       |
| 2005-2006 | Stephen Yzerman                                                                                   | Brendan Shanahan Nicklas Lidström                                       |
| 2006-2007 | Nicklas Lidström                                                                                  | Henrik Zetterberg Pavel Datsiouk Kris Draper                            |
| 2007-2008 | Nicklas Lidström                                                                                  | Henrik Zetterberg Pavel Datsiouk Kris Draper                            |
| 2008-2009 | Nicklas Lidström                                                                                  | Henrik Zetterberg Pavel Datsiouk Kris Draper                            |
| 2009-2010 | Nicklas Lidström                                                                                  | Henrik Zetterberg Pavel Datsiouk Kris Draper                            |
| 2010-2011 | Nicklas Lidström                                                                                  | Henrik Zetterberg Pavel Datsiouk Kris Draper                            |
| 2011-2012 | Nicklas Lidström                                                                                  | Henrik Zetterberg Pavel Datsiouk Niklas Kronwall Tomas Holmström        |
| 2012-2013 | Henrik Zetterberg                                                                                 | Pavel Datsiouk Niklas Kronwall                                          |
| 2013-2014 | Henrik Zetterberg                                                                                 | Pavel Datsiouk Niklas Kronwall Daniel Alfredsson Johan Franzén          |
| 2014-2015 | Henrik Zetterberg                                                                                 | Pavel Datsiouk Niklas Kronwall Johan Franzén                            |
| 2015-2016 | Henrik Zetterberg                                                                                 | Pavel Datsiouk Niklas Kronwall                                          |
| 2016-2017 | Henrik Zetterberg                                                                                 | Niklas Kronwall Justin Abdelkader                                       |
| 2017-2018 | Henrik Zetterberg                                                                                 | Niklas Kronwall Justin Abdelkader                                       |
| 2018-2019 |                                                                                                   | Niklas Kronwall Justin Abdelkader Frans Nielsen Dylan Larkin            |
| 2019-2020 |                                                                                                   | Justin Abdelkader Frans Nielsen Dylan Larkin Luke Glendening            |
| 2020-2021 | Dylan Larkin                                                                                      | Frans Nielsen Luke Glendening                                           |
| 2021-2022 | Dylan Larkin                                                                                      | Daniel DeKeyser Marc Staal                                              |
| 2022-2023 | Dylan Larkin                                                                                      |                                                                         |